# Mauszeiger

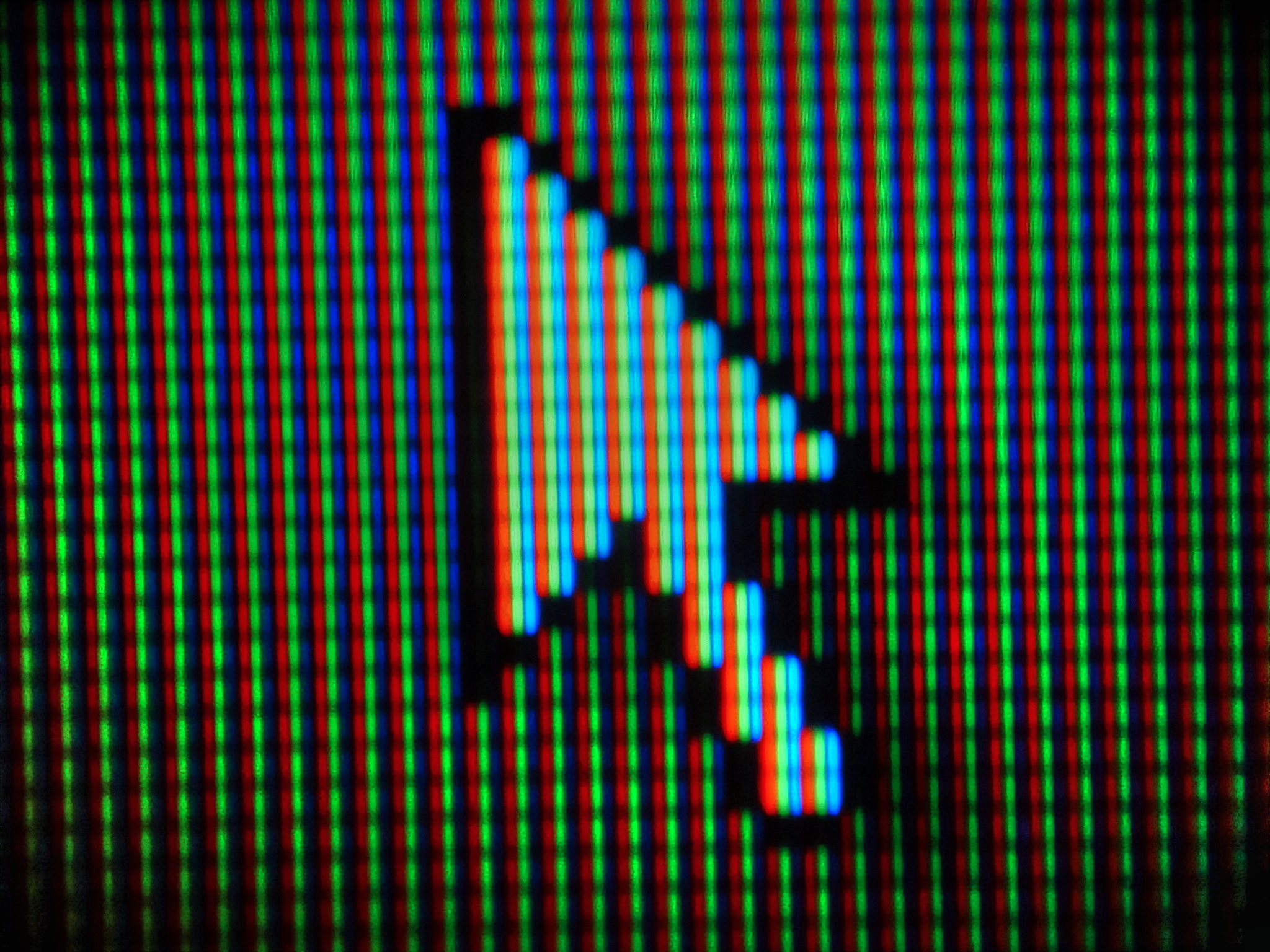
Fotografierter Mauszeiger auf einem Bildschirmausschnitt

Der Mauszeiger (englisch pointer oder mouse pointer) ist das durch ein Zeigegerät, üblicherweise einer Maus, auf einem Computer-Bildschirm bewegte Symbol (meist ein Pfeil; technisch gesehen ein Sprite), mit dem auf ein dargestelltes Detail gezeigt werden kann. Nachfolgendes Betätigen einer Maustaste löst, abhängig von der Position des Mauszeigers, einen bestimmten Vorgang aus. Der Mauszeiger ist fester Bestandteil des mit der Abkürzung WIMP bezeichneten Grundkonzepts vieler grafischer Benutzerschnittstellen (englisch graphical user interfaces, GUIs).

## Funktion und Eigenschaften
Wird nach dem Zeigen eine der Maustasten geklickt, doppelgeklickt oder der Mauszeiger bei betätigter Maustaste bewegt (Drag and Drop), kann aus dem bloßen Anvisieren eines dargestellten Objekts eine Auswahl, eine Bearbeitung oder eine örtliche Verschiebung werden. In modernen graphischen Benutzeroberflächen kann das bloße Verweilen des Mauszeigers auf einem dargestellten Objekt dazu führen, dass Informationen über dieses Objekt angezeigt werden (sogenannte Tooltips oder Quickinfos) oder das Objekt automatisch in den Vordergrund einer mehrschichtigen Darstellung gebracht wird.
Die meisten Betriebssysteme bieten die Möglichkeit, das Erscheinungsbild des Mauszeigers selbst festzulegen. Dabei wird meist eine kleine Rastergrafik oder Animation zusammen mit einem Pixel als aktiver Zeigepunkt (Hotspot) im Programm definiert. Beim üblichen Pfeil ist beispielsweise die Spitze dieser Zeigepunkt. In einem Bildbearbeitungsprogramm kann hiermit der Mauszeiger ein Aussehen annehmen, das das gerade ausgewählte Werkzeug zum Bearbeiten des Bildes symbolisiert. Eine Windows-Cursordatei enthält außerdem eine zweite Grafik in Schwarz-Weiß (diese wirkt bei Cursordateien mit Alphakanal nur für Betriebssysteme vor Windows XP, die Alphakanäle nicht unterstützen). An den Stellen, an denen sie weiß ist, wird der Inhalt des ersten Bildes nicht einfach so gezeichnet, sondern mit dem an der entsprechenden Stelle befindlichen Bildschirminhalt über bitweises XOR verknüpft, womit vor allem Transparenz (erstes Bild schwarz) und Komplementärfarbe (erstes Bild weiß) möglich werden.
Typische Zeigerformen
Am häufigsten trifft man auf Desktopumgebungen folgende Mauszeigervarianten an:
|                      |                                    |                     |                     |                      |
| Standardform (Pfeil) | Warteform (Sanduhr, Armbanduhr, …) | Textform (I-Balken) | Verschieben (Kreuz) | Zeiger (Zeigefinger) |

## Geschichte
Ursprünglich ist ein Cursor nur eine Eingabemarke: Er kann mit den Pfeiltasten bewegt werden. Wird dann ein Zeichen über die Tastatur eingegeben, dann erscheint es an der aktuellen Cursorposition. In der Regel wird der Cursor dann um eine Position nach rechts oder – falls er sich schon am rechten Rand des Anzeigebereiches befindet – an den Anfang der nächsten Zeile gesetzt.
In den 1970er Jahren wurde die Maus als in bestimmten Fällen praktischeres Eingabemedium erfunden. Der Cursor konnte nun nicht nur mit den Pfeiltasten, sondern auch durch Bewegung der Maus verschoben werden. Später waren sogar zwei Cursors auf dem Bildschirm zu sehen: ein Tastatur-Cursor, der mit der Maus nicht bewegt werden konnte und der die Texteingabeposition markiert, und ein Maus-Cursor, auf den die Tastatur in der Regel keinen Einfluss hat. Die meisten Betriebssysteme mit grafischer Benutzeroberfläche arbeiten heute mit beiden Cursors.